# Scopula cumulata
Scopula cumulata är en fjärilsart som beskrevs av Alphéraky 1882. Scopula cumulata ingår i släktet Scopula och familjen mätare. Inga underarter finns listade.